# Jan van Beurden
Petrus Johannes (Jan) van Beurden (Schipluiden, 27 april 1908 – Wateringen, 24 april 1988) was een Nederlandse architect.
Tijdens het economisch herstel na de beurskrach van 1929 ontwierp Van Beurden tientallen burger- en tuinderswoningen in Schipluiden en omgeving. Na de oorlog heeft hij zijn stempel gedrukt op de wederopbouw van Wateringen en Kwintsheul.

## Levensloop
Jan van Beurden werd 27 april 1908 in Schipluiden geboren als zoon van Anna Heijdra en Petrus Gerardus van Beurden, wagenmaker van beroep.
Na de ambachtsschool te Delft (timmerklas) volgde hij de avondopleidingen MTS-bouwkunde en Architectuur aan de Haagse Academie voor Beeldende kunsten. In 1934 behaalde hij zijn architectendiploma en schrijft hij zich in bij de BNA.
In datzelfde jaar werd Van Beurden benoemd tot gemeentearchitect van Schipluiden-Den Hoorn. Dat was een taak van twee dagen werk. Daarnaast ontwikkelde hij zich tot een plaatselijk bekend architect. In de periode van economisch herstel na de beurskrach van 1929 ontwierp hij tientallen burger- en tuinderswoningen en andere objecten in de gemeente Schipluiden en omgeving.
In 1936 trouwde hij met Johanna Catharina Maria Janszen, met wie hij negen kinderen zou krijgen. Ze vestigden zich in Den Hoorn.
Tijdens de wederopbouw na de Tweede Wereldoorlog was Van Beurden betrokken bij gemeentelijke woningbouwprojecten in dorpskernen van Schipluiden, Den Hoorn en Wateringen: in 1947 verhuisde hij met zijn gezin naar Wateringen, waar hij inmiddels een voltijdbaan had verworven als hoofd Openbare Werken. De wederopbouw en de realisatie van gemeentelijke uitbreidingen kwamen steeds meer op de voorgrond te staan, soms ten koste van zijn (particuliere) ontwerpambities.
Na zijn pensionering als directeur Openbare Werken van Wateringen en Kwintsheul in 1973 kwamen er nog een aantal woningen tot stand die een weerslag vormen van de nieuwe welvarende tijden van de jaren 70.
Jan van Beurden overleed 24 april 1988 in Wateringen en werd op zijn tachtigste verjaardag aldaar begraven.

## Oeuvre
Van Beurden heeft tot 1947 in Midden-Delfland en sinds 1947 in het Westland veel gebouwd. Zijn ontwerpen worden gekenmerkt door gedegen vakbekwaamheid, fijnzinnigheid en een sociaal bouwkundig ideaal: goede woningen voor alle mensen. Van Beurden heeft veel bijgedragen aan de groei van de tuinbouw in Den Hoorn door ontwerpen voor tuinders- en arbeiderswoningen en schuren. Hij heeft ook veel betekend bij de eerste uitbreidingen van de dorpskernen van Schipluiden en Den Hoorn en de naoorlogse wederopbouw van Wateringen.
Naast woningen was Van Beurden als architect ook betrokken bij de bouw van boerderijen, banken, de uitbreiding van het Wateringse (oude) gemeentehuis, club- en verenigingsgebouwen. Van de ruim 200 gedocumenteerde werken van Jan van Beurden is anno 2020 een vijfde afgebroken. Met name de scholen, boerderijen en verenigingsgebouwen konden niet aan de sloop ontkomen. De ontworpen en gebouwde woningen kwamen er beter van af.
In het oeuvre van Van Beurden is niet echt een eigen stijl te ontdekken. Het werk is de weerslag van zijn opleiding, de stromingen binnen de architectuur, zoals  Art Deco, Amsterdamse- en Delftse School (Grandpré Molière) en de Nieuwe zakelijkheid (Berlage), doorspekt met de tijdgeest van crisis, bezetting en wederopbouw en de daarna welvarender jaren zeventig en tachtig.

### Vooroorlogse jaren

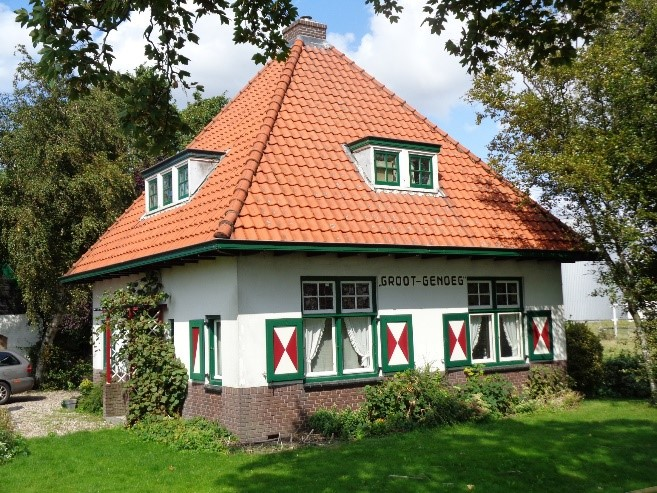
"Groot-Genoeg", een gemeentelijk monument in Den Hoorn uit 1934

Het vooroorlogse werk van Jan van Beurden is creatief, kleurrijk en van een ambachtelijke degelijkheid. Enkele werken uit deze periode:
- 1934: Huisje Groot-Genoeg aan de Woudseweg in Den Hoorn. Dit pand staat op het Gemeentelijke monumentenlijst van Midden-Delfland.[6]
- 1935: Bovendijk, Wateringen
- 1936: Woning aan de Woudselaan, Den Hoorn
- 1937: Woning aan de Kanaalweg, de Lier.

### De oorlog en wederopbouw

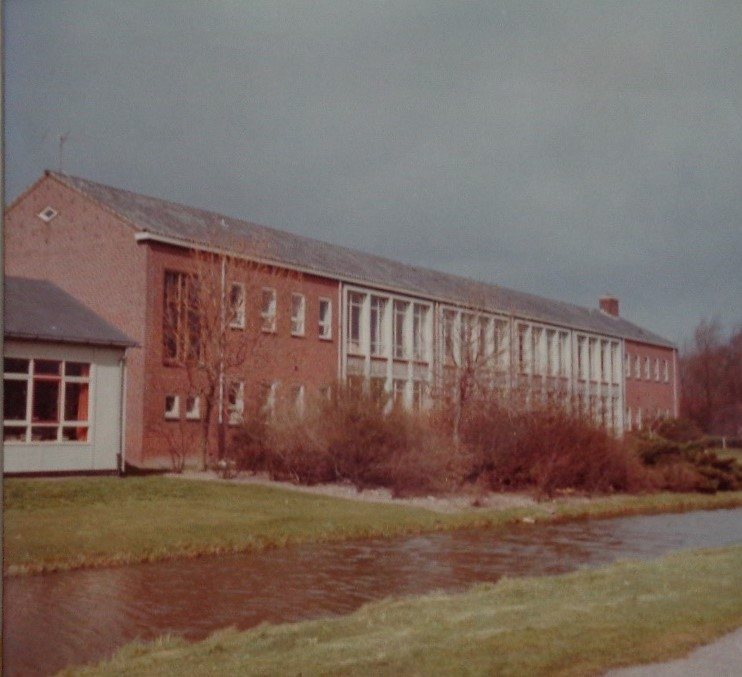
Pius X school, Wateringen (gesloopt)

De bezetting is een ingrijpend keerpunt: erna is een flinke versobering op in de ontwerpen te zien. In die omstandigheden voelt Van Beurden zich steeds meer thuis bij de wereld van de Delftse School die sober en ambachtelijk oogt en behoudend is in haar vormentaal. Enkele werken uit deze periode:
- 1943: Boerderij Abtswoudseweg, Delft
- 1947: woning aan de Hoornsekade, De Hoorn
- 1950: Dijkstraat, Honselersdijk.
- 1950: Pius X school, Wateringen. Waar de eerste schetsen van 1950 nog sterk leunen op soberheid en Delftse School, is het uiteindelijk gebouwde een voorbeeld van de nieuwe tijd, waar meer te besteden is. Dit ontwerp behoort echter tot dat vijfde deel werken dat is afgebroken.[5]
- 1954: De Eendenburcht, Wateringen. Voormalige clubgebouw van VELO. Achter en rechts van het gebouw lagen vijf voetbalvelden.[7]

### Jaren 1960-1980

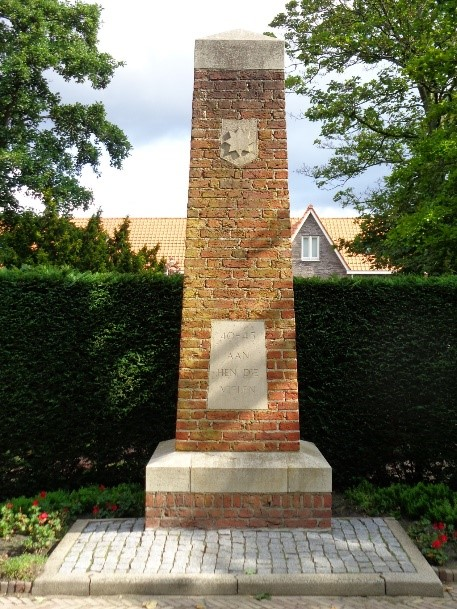
Oorlogsmonument, Wateringen

Rond 1960 is in de stijl van werken weer een kantelpunt te zien. Door meer welvaart is er meer te besteden. De afmetingen worden groter, er is meer kleur en de vormen raken gevarieerder: van bungalow-typen, vrijstaande twee-onder-een-kapontwerpen tot bescheiden villa’s aan toe. Naast woningen was Jan van Beurden als architect betrokken bij de bouw van boerderijen, banken, de uitbreiding van het Wateringse (oude) gemeentehuis, club- en verenigingsgebouwen. In 1970 ontwierp hij een bescheiden oorlogsmonument. Het laatste werk van Van Beurden weerspiegelt een land dat de schade van de bezettingstijd te boven is gekomen.
- 1970: Oorlogsmonument, Wateringen.

- 1977: Woning aan Middelbroekweg, Honselersdijk.

- 1980: Grietje Slagterlaan, Wognum.

## Typering van het werk
Jan van Beurden was een sociaal en ambachtelijk architect die in de weerklank van zijn tijd met hart en ziel ontwierp om mensen goed onderdak te verschaffen voor hun wonen en werken. Het ging hem niet om de eigen bouwkundige standaard en absolute principes, maar om in soepele onderlinge communicatie met zijn opdrachtgevers te komen tot het gewenste resultaat. In zijn hart is hij altijd ambachtsman gebleven. Steeds leidde de hand van de timmerman de hand van de architect. Dat is terug te lezen in de uitwerkingen en detaillering van de ontwerpen. Daarin weerklinkt het oude ambachtsschool-adagium: "pas als je het goed kunt tekenen, weet je pas echt hoe het in elkaar steekt".